# امبروزفالوا
آمبروزفالوا (به مجاری:  Ambrózfalva) یک سکونتگاه مسکونی در مجارستان است که در چونگراد-چاناد واقع شده‌است.